# Хатиб
Гатіб (араб. خطيب  — проповідник, оратор) — духівник у мусульман, який проводить п'ятничну молитву (джума-намаз) та читає хутбу.
Власне перед молитвою він виголошує промову (хутбу) з третьої сходинки кафедри. Кафедра розташовується праворуч від спрямованої до Мекки ніші для молитви (міхраб). Виконуються дві хутби: перша називається хутбат ал-ваас, тобто напутлива мова з повчальним змістом; друга називається хутбат ал-наат і містить символ віри, визнання халіфів, молитву за володаря та військо правовірних.
Крім п'ятничної хутби хатиб виголошує промови під час релігійних свят, наприклад, курбан-байрам (свято жертвоприношення) або Ід уль-Фітр (на честь закінчення посту в місяць Рамадан).